# 地拉那特蕾莎修女國際機場
地拉那特蕾莎修女國際機場是阿爾巴尼亞首都地拉那的一座機場，位於阿爾巴尼亞首都地拉那市區西北方11公里（6海里、6.9英里），在地拉那州納斯村莊內。在2001年，它是以的名字命名的。機場是在1955年至1957年建造。
該機場也稱里納斯國際機場（Aeroporti Ndërkombëtar i Rinasit），因機場接近里納斯得名。

## 設施
機場內的航空設備和設施都經過一次現代化的翻新，由地拉那國際機場SHPK（豪赫蒂夫機場的一部分）負責。豪赫蒂夫由2005年4月23日開始管理此機場，為期20年。
在特許權內包括建造一個新的客運大樓和改善各種基礎設施，也包括建造一條新車路連接機場、一個新的停車場、一條橋連接舊機場。這個計畫會每年增加客量，估計2009年的客量為150萬人次。在2010年，乘客實際上是會提高到超過150萬。

## 客量列表
地拉那特蕾莎修女國際機場近10年的客運量如下：
| 年份 | 客運量     | 起降架次 |
| ---- | ---------- | -------- |
| 2015 | 1,997,044  | 20,876   |
| 2016 | 2,195,100  | 22,352   |
| 2017 | 2,630,338  | 24,336   |
| 2018 | 2,947,172  | 25,462   |
| 2019 | 3,338,147  | 28,695   |
| 2020 | 1,310,614  | 15,280   |
| 2021 | 2,923,533  | 26,152   |
| 2022 | 5,198,550  | 38,517   |
| 2023 | 7,257,662  | 51,050   |
| 2024 | 10,708,975 | 68,346   |

## 航空公司及目的地

### 定期航班
| 航空公司                                           | 目的地                                                                           |
| -------------------------------------------------- | -------------------------------------------------------------------------------- |
| 愛琴海航空（A3） 【星空聯盟】                      | 雅典                                                                             |
| 愛琴海航空（A3） 由奧林匹克航空營運 【星空聯盟】   | 雅典                                                                             |
| 塞爾維亞航空（JU）                                 | 貝爾格勒                                                                         |
| ITA航空（AZ） 【天合聯盟】                         | 羅馬-菲烏米奇諾                                                                  |
| 藍景航空（BV）                                     | 羅馬-菲烏米奇諾、米蘭-曼菲斯、安科拉、貝加莫、波隆那、熱那亞、比薩、杜林、維洛那 |
| 奧地利航空（OS） 【星空聯盟】                      | 維也納                                                                           |
| 英國航空（BA） 【寰宇一家】                        | 倫敦-蓋維克                                                                      |
| 漢莎區域航空（CL） 由漢莎城際航空營運 【星空聯盟】 | 法蘭克福                                                                         |
| 歐洲之翼航空（EW） 由德國之翼航空營運              | 季節性：科隆/波恩                                                                |
| 比利時途易飛航空（TB）                             | 布魯塞爾                                                                         |
| 維茲航空（W6）                                     | 布達佩斯特、倫敦-魯頓                                                            |
| 土耳其航空（TK）                                   | 伊斯坦堡-阿塔圖克                                                                |
| 飛馬航空（PC）                                     | 伊斯坦堡-薩比哈格克琴 季節性包機：安塔利亞                                       |
| 太陽快運航空（XQ）                                 | 季節性包機：安塔利亞                                                             |
| 克雷頓航空（XC）                                   | 季節性包機：安塔利亞                                                             |
| SmartWings（QS）                                   | 季節性：布拉格                                                                   |
| 泛航航空（HV）                                     | 季節性：阿姆斯特丹                                                               |
| 法國泛航航空（TO）                                 | 季節性：巴黎-奧利                                                                |
| 斯洛伐克旅行航空（6D）                             | 季節性包機：布拉提斯拉瓦、科希策                                                 |
| DAT航空（DX）                                      | 季節性包機：哥本哈根                                                             |
| 維羅提航空（V7）                                   | 季節性：維洛那                                                                   |
| 白俄羅斯航空（B2）                                 | 季節性包機：明斯克                                                               |
| 安特航空（E4）                                     | 季節性包機：華沙、波茲南、弗次瓦夫                                               |
| 波蘭旅行航空（3Z）                                 | 季節性包機：華沙、卡托維治                                                       |

## 旅客服務
旅客可以在機場內免費無線上網（Wi-Fi），在抵達大樓的出口可以租賃汽車。
機場的商店和精品店內包括：
- AA&A餐飲; 在抵達大堂或登機大廳售賣世界各地的咖啡。
- ADF; 一間位置離境大堂的免稅店。
- Adrion; 在離境大堂售賣書籍、報紙、雜誌、紀念品。
- Coli's; 一間位於離境大堂的咖啡廳。在保安檢查後，唯一一個地方可以購買飲用水（台佩萊納）的地方。這間也有售賣脫除咖啡因的咖啡。
- Gjikondi; 在離境大堂售賣珠寶和手錶。
- Le Charm; 在登機大廳售賣手袋及配件。
- Nino Vitali; 在離境大堂售賣許多品牌包括拉科斯特、甘特、天伯倫和卡爾文克萊恩。
- P.A.B.; 在離境大堂售賣新秀麗產品。
- Piazza; 一間位於抵達大堂的露天廣場酒吧和餐廳。
- R & T 組織, 在登機大廳售賣電器和沃達豐產品。

## 擁有者
以下是地拉那國際機場擁有者的清單：
- 47% 豪赫蒂夫機場
- 31.7% 德國投資公司
- 21.3% 阿爾巴尼亞美裔企業基金

## 相片

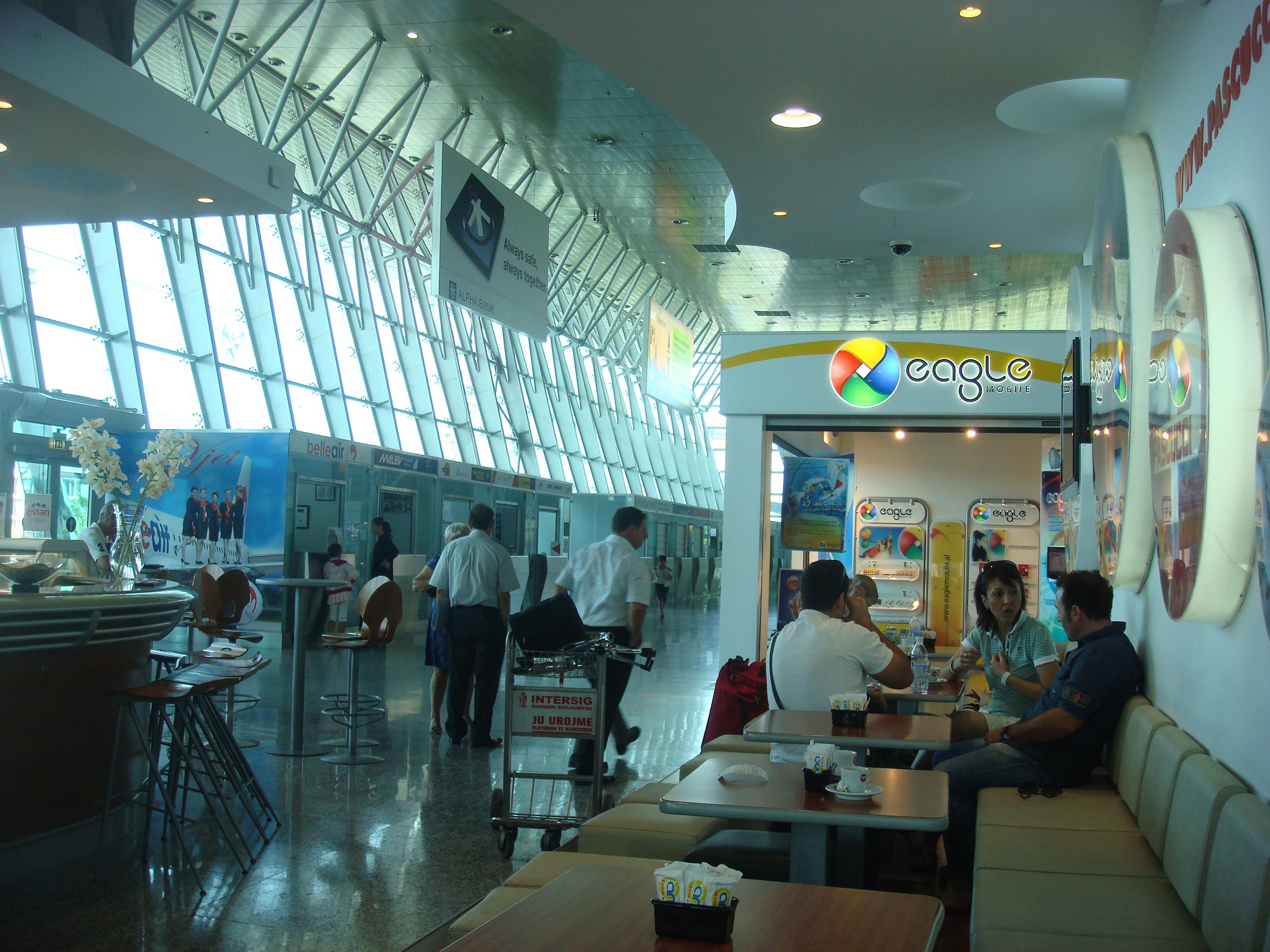
地拉那國際機場
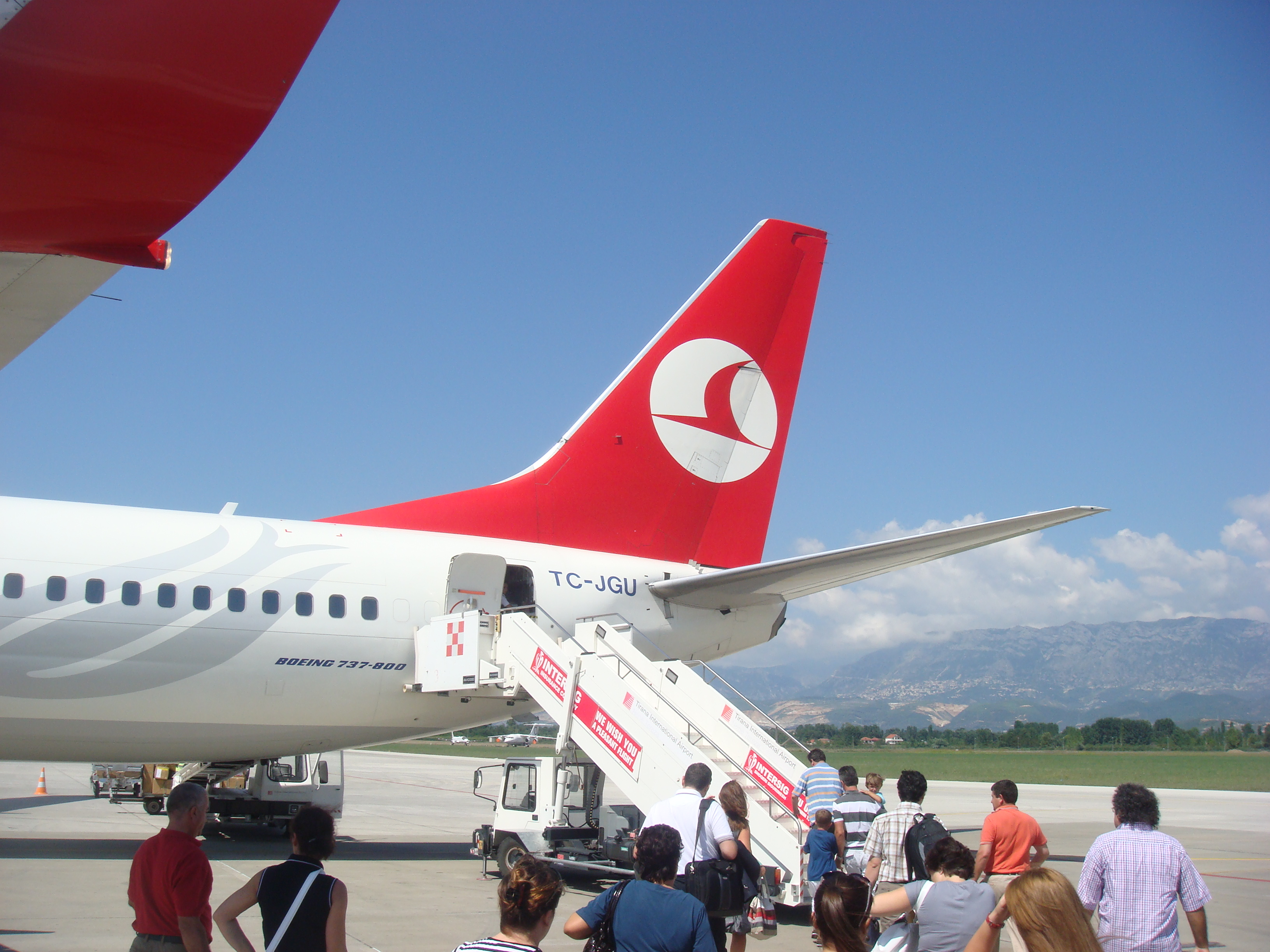
土耳其航空在地拉那國際機場

## 外部連結
- 地拉那特蕾莎修女國際機場官方網頁（页面存档备份，存于）（英文）（阿爾巴尼亞文）
- 地拉那特蕾莎修女國際機場（地圖）
- 地拉那特蕾莎修女國際機場（照片）（页面存档备份，存于）